# Germéfontaine
Germéfontaine é uma comuna francesa na região administrativa de Borgonha-Franco-Condado, no departamento de Doubs. Estende-se por uma área de 11,16 km². Em 2010 a comuna tinha 118 habitantes (densidade: 10,6 hab./km²).